# Santiago Ballesté i Clofent
Santiago Ballesté i Clofent (Barcelona, 25 de juliol de 1957) és un enginyer industrial i polític català, diputat a la IV Legislatura del Congrés dels Diputats.
És llicenciat en ciències exactes i màster en empresarials. El 1979 va fundar l'empresa de construccions metàl·liques Talleres R. Ballesté e Hijos, S.L. En 1991 substituir en el seu escó Enric Lacalle i Coll, diputat del Partit Popular a les eleccions generals espanyoles de 1989. De 1992 a 1993 fou vocal de la Comissió d'Indústria, Obres Públiques i Serveis i de la Comissió de Règim de les Administracions Públiques del Congrés dels Diputats.
Posteriorment ha continuat en el món de l'empresa privada, com a vocal de la junta directiva de l'Associació Empresarial de l'Hospitalet i Baix Llobregat (AEBALL), i és administrador de la societat Steel Innovation SL.
Des del 14 de juny de 2016 és president del CE L’Hospitalet, club que milita a la Tercera Divisió espanyola. En aquella data va guanyar les eleccions a la presidència de l'Hospitalet per un ajustat marge de 12 vots (72 a 60, amb 5 vots en blanc) respecte al seu rival, Francisco Macanaz. Anteriorment ja havia tingut experiència en l'àmbit esportiu, ja que havia format part de la comissió esportiva del Barça B durant la presidència de Sandro Rosell, El 2018 fou elegit president de la Unió Patronal Metal·lúrgica de l'Hospitalet i el Baix Llobregat (UPMBALL).